# Otto Más
Otto Más, nombre artístico de Álvaro J. Sanjuán (Burgos, 1974), es un filólogo y escritor español. También es activista por los derechos de las personas LGBT+.

## Biografía
Sanjuán estudió Literatura Inglesa, Historia y Lingüística en las universidades de Burgos y de Oviedo y continuó sus estudios de Lenguas Aplicadas en la Dublin City University.
En 2022 publicó Grandes Maricas de la Historia, un libro donde realiza una reivindicación de personalidades ilustres de la historia cuya orientación sexual e identidad de género disidente ha sido invisibilizada a lo largo de la historia.
La idea de la publicación surgió tras crear un blog en 2008, luego las historias de  hombres homosexuales cuya orientación sexual no había sido difundida formaron parte de hilos en Twitter, y finalmente sus investigaciones pasaron a ser parte de capítulos de un podcast homónimo que inició durante la pandemia de COVID-19. Tras una primera temporada donde solo se trataron biografías de hombres, Sanjuán incluyó mujeres y personas trans entre quienes protagonizaban los episodios. En 2022, el podcast Grandes maricas de la historia llegó a su tercera temporada.

## Vida privada
Sanjuán es abiertamente homosexual.